# Diecezja suboticka

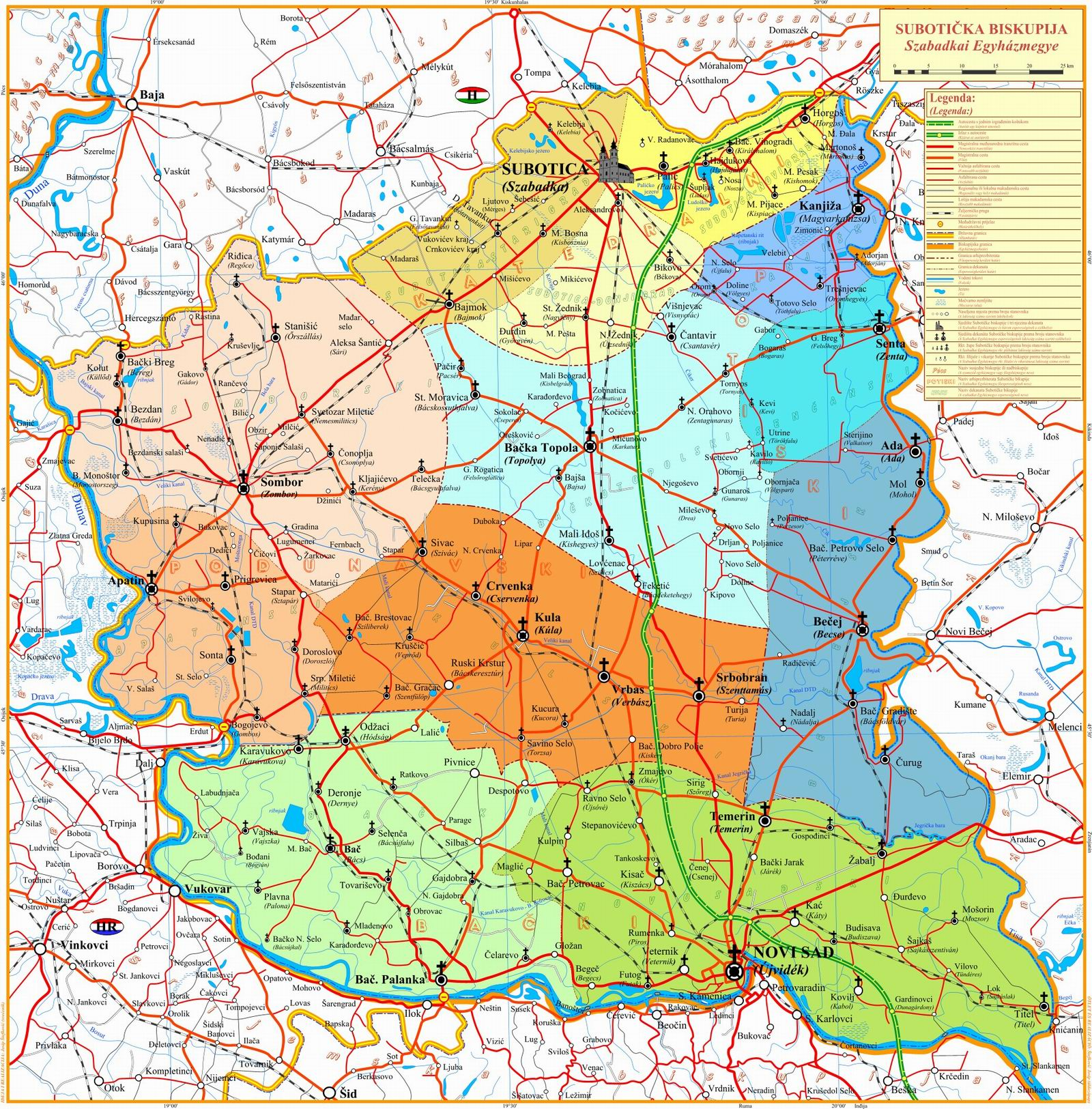
Podział administracyjny diecezji

Diecezja suboticka (łac. Dioecesis Suboticanus; serb. Subotička biskupija; węg. Szabadkai Egyházmegye) – jedna z 4 diecezji obrządku łacińskiego w Kościele katolickim w Serbii obejmująca swoim zasięgiem północną część Serbii, a także zachodnią część Wojwodiny ze stolicą w Suboticy. Erygowana 10 lutego 1923 przez Piusa XI jako administratura apostolska jugosłowiańskiej Baczki. Ustanowiona diecezją 25 stycznia 1968 bullą papieską przez Pawła VI. Biskupstwo jest sufraganią archidiecezji Belgradzkiej.

## Historia
Po zakończeniu I wojny światowej na mocy traktatu w Trianon (1920) Królestwu Sebów, Chorwatów i Słoweńców przypadła część Banatu – Baczka, która wcześniej wchodziła w skład archidiecezji kalocskiej. W związku z tym na mocy konkordatu zawartego między Stolicą Apostolską a rządem Królestwa SHS utworzono administraturę apostolską jugosłowiańskiej Baczki, obejmującej tereny archidiecezji kalosckiej, które znalazły się w granicach Jugosławii.
25 stycznia 1968 decyzją papieża Pawła VI została ona podniesiona do rangi pełnoprawnej diecezji, której stolicą została dotychczasowa siedziba administratury – Subotica.

## Biskupi

### Biskup diecezjalny
Ferenc Fazekas – (od 2023)

### Biskup senior
- bp János Pénzes – biskup diecezjalny w latach 1989–2020, senior od 2020

## Podział administracyjny
W skład diecezji subotickiej wchodzą 4 archidiakonaty, dzielące się na 12 dekanatów i 114 parafii:
- Archidiakonat katedralny - 3 dekanaty: 
  - Subotica-Stari grad,
  - Subotica-Donji grad
  - Subotica-Novi grad
- Archidiakonat Bački - 2 dekanaty:
  - Bački
  - Nowosadzki
- Archidiakonat Podunawska - 3 dekanaty:
  - Somborski,
  - Apatinski
  - Kulski
- Archidiakonat Potiski - 4 dekanaty:
  - Bečejski,
  - Bačko-Topolski,
  - Kanjiški
  - Senćanski

## Główna świątynia
- Katedra św. Teresy z Ávili w Suboticy